# Geraldo I de Genebra
Geraldo I de Genebra - conhecido em francês por Gérold ou por Géraud - nasceu  por volta de 990 e morreu por volta de 1023. 
Conde de Genebra, Conde de Vienne e da Maurienne, é filho de Alberto I de Genebra e de Eldegarde. 
Não há uma data precisa sobre o começo do seu condado na medida em que não se sabe a data exacta da morte do seu pai, Alberto I de Genebra que se supõe ter ocorrido em 1001.
Por volta de 1020 casa-se com Berta de Flandres de quem teve o que viria a ser  Geraldo II de Genebra. Certos historiadores indicam que poderá ser o pai de Humberto, o fundador da Casa de Saboia
É depois de  Geraldo que existem dados mais fiáveis acerca da genealogia da Casa de Genebra 
| Antecessor           | Geraldo I de Genebra ( ?1001 - †1023) | Sucessor              |
| -------------------- | ------------------------------------- | --------------------- |
| Alberto I de Genebra | Condes de Genebra ? - 1023            | Geraldo II de Genebra |